# NGC 6202
NGC 6202 (NGC 6226) je spiralna galaktika u zviježđu Zmaju. Naknadno je utvrđeno da je NGC 6226 ista galaktika.

## Vanjske poveznice
- (engl.) SEDS: NGC 6202
- (engl.) Hartmut Frommert: Revidirani Novi opći katalog
- (engl.) Izvangalaktička baza podataka NASA-e i IPAC-a
- (engl.) Astronomska baza podataka SIMBAD
- (engl.) VizieR
- (engl.) Auke Slotegraaf: NGC 6202 Deep Sky Observer's Companion
- (engl.) Courtney Seligman: Objekti Novog općeg kataloga: NGC 6200 - 6249